# ماريا الأنطاكية
ماريا الأنطاكيّة (بالإنجليزية: Maria of Antioch)‏ (و. 1145 – 1182 م) هي عقيلة ملك، من الإمبراطورية البيزنطية، ولدت في أنطاكية، توفيت في القسطنطينية، عن عمر يناهز 37 عاماً.